# Casa della Venere in Conchiglia

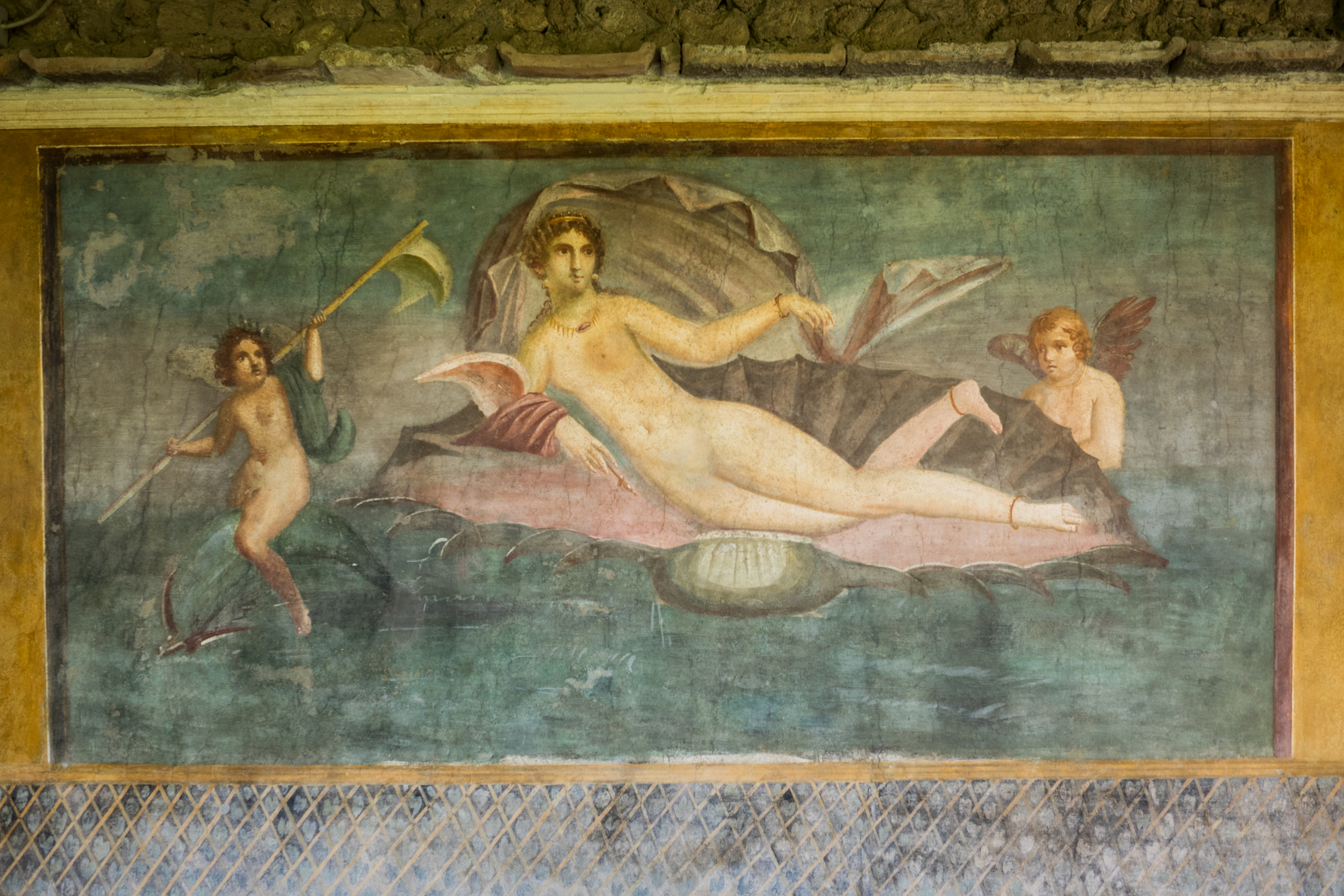
Venus in der Muschel

Bei der Casa della Venere in Conchiglia (Haus der Venus in der Muschel oder Haus der Muschelvenus) handelt es sich um ein großes, reich ausgestattetes Wohnhaus einer wohlhabenden Familie in Pompeji (II.3.3). Das Haus ist vor allem durch ein großes, gut erhaltenes Gemälde bekannt, das die pompejanische Schutzgöttin Venus nackt in einer Muschel zeigt und auf das sich der moderne Name des Hauses bezieht. Das Haus wurde zum Teil von 1933 bis 1935 ausgegraben. Es wurde im Zweiten Weltkrieg 1943 bei Bombenangriffen stark beschädigt. Der verbleibende Teil des Hauses wurde von 1951 bis 1953 freigelegt, wobei auch die Malereien der Venus in der Muschel zu Tage kamen. Sie sind heute noch gut erhalten – eine letzte umfangreiche Restaurierung wurde 2016 abgeschlossen – und bilden eine der vielen Attraktionen in Pompeji.

## Beschreibung
Das Haus wurde im 1. Jahrhundert v. Chr. errichtet und mehrmals umgebaut. Es gehörte zuletzt einem Zweig der in Pompeij einflussreichen Familie Satrii.
Das Haus besteht aus zwei Teilen. Zur Straße hin liegt das Atrium mit diversen darum angeordneten Räumen. Im Zentrum des Atriums befindet sich ein marmornes Impluvium. Gleich dahinter befindet sich ein großes Peristyl, dessen Rückwand die Venus in der Muschel zeigt. Auch um das Peristyl sind diverse Räume angeordnet. Ein Großteil dieser Räume hat Wandmalereien im 4. Stil. Die Malerei mit der Venus besteht aus drei Teilen. Im Zentrum sieht man die nackte Venus. In der rechten Hand hält sie einen Fächer, in der linken ein vom Wind aufgeblähtes Segel. Sie trägt Schmuck und eine typische flavische Lockenfrisur. Auf der linken Seite sieht man einen Eroten auf einem Delfin. Ein weiterer Eros ist rechts neben der Muschel zu sehen. Die Figur der Venus wurde als plump … jedoch … nicht ohne theatralische Wirkung beschrieben. Das Bild kann dem Adone Ferito-Maler zugeordnet werden, der an zahlreichen Wandgemälden in der Stadt mitwirkte.
Links von der Venus erscheint in einem eigenen Feld eine stehende, nackte Statue innerhalb einer Gartenlandschaft. Rechts von der Darstellung der Venus befindet sich wiederum in einem eigenen Feld eine weitere Gartenlandschaft mit einem Wasserbecken im Zentrum.

## Galerie

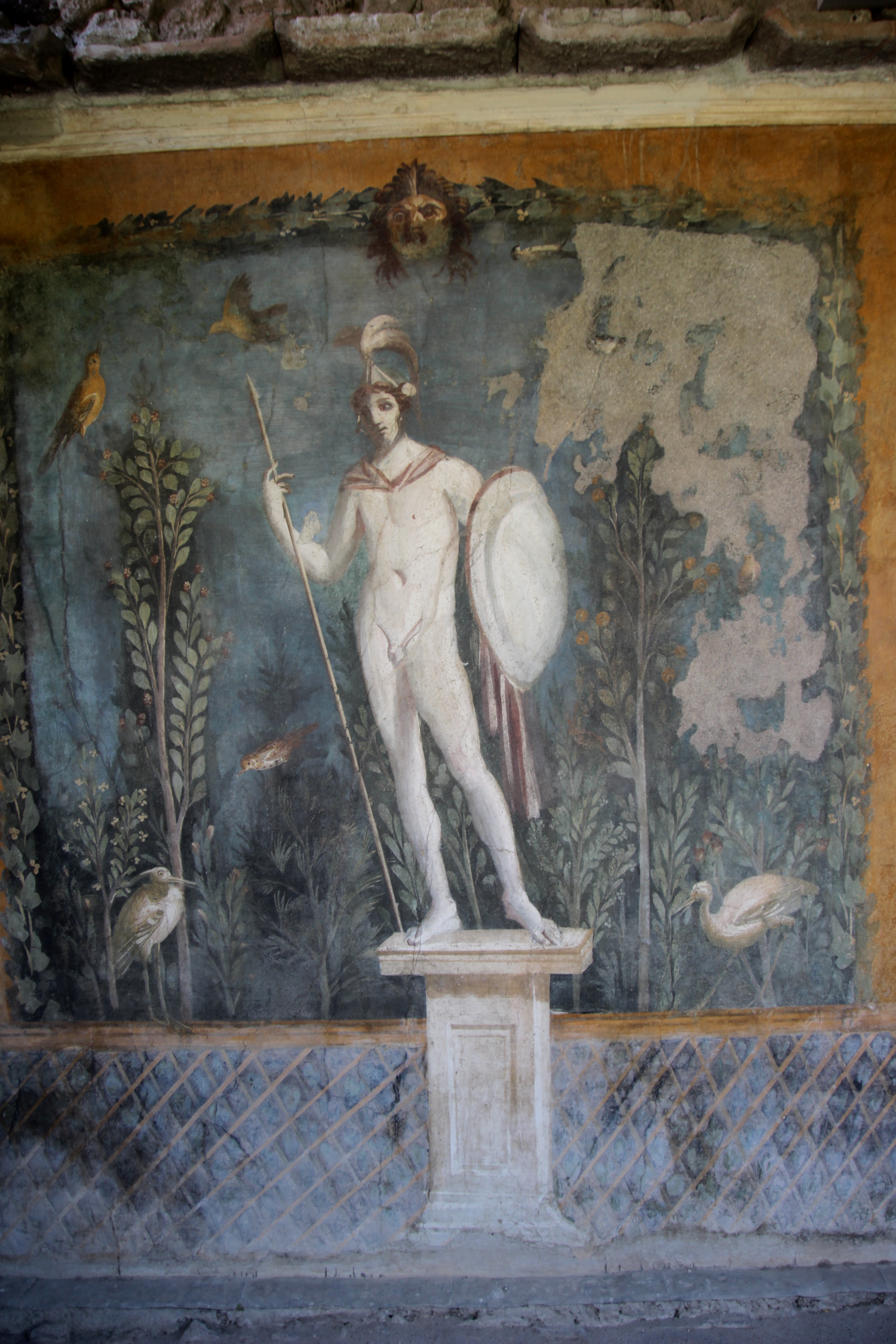
Bild einer Statue
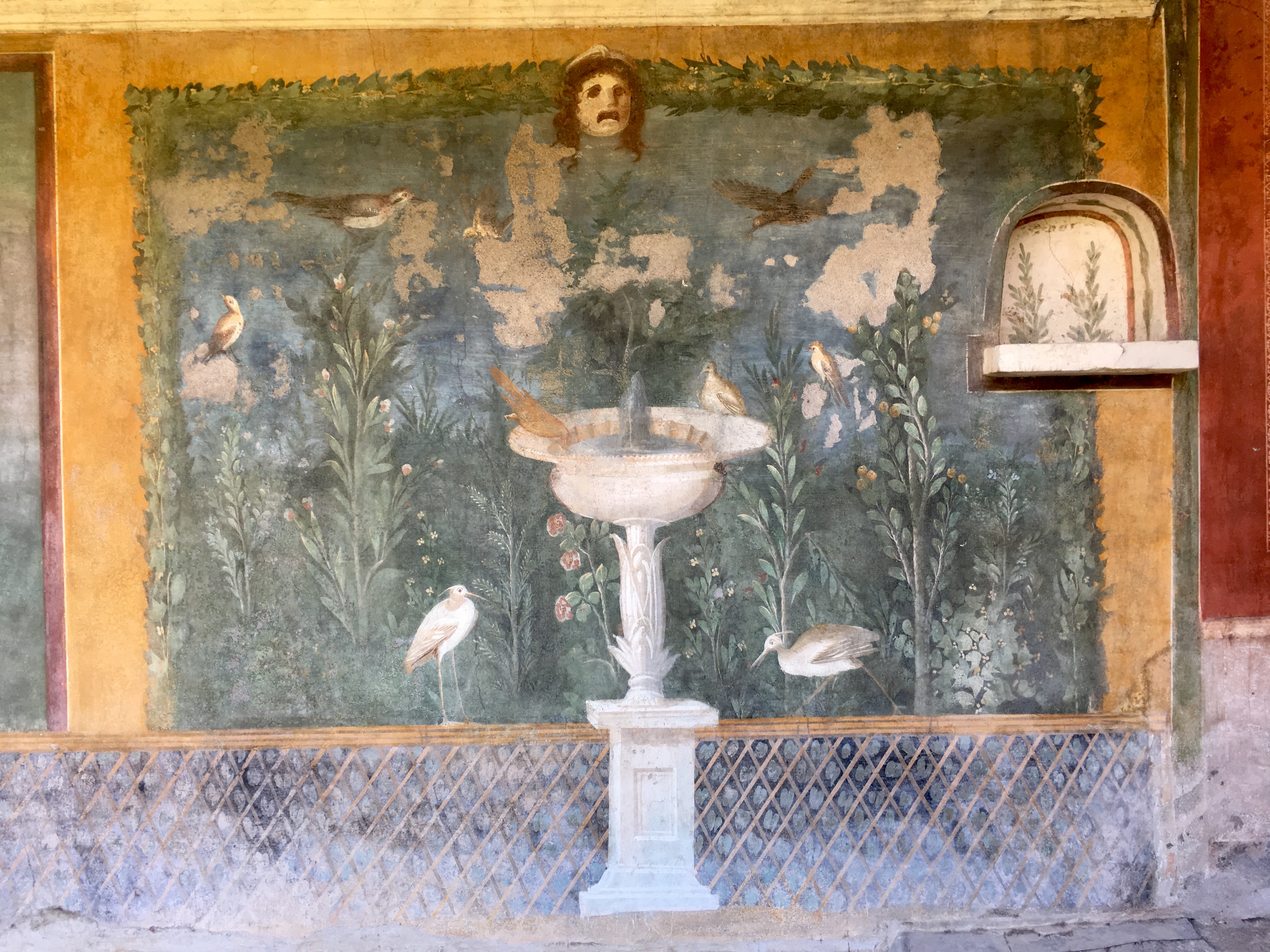
Wasserbecken
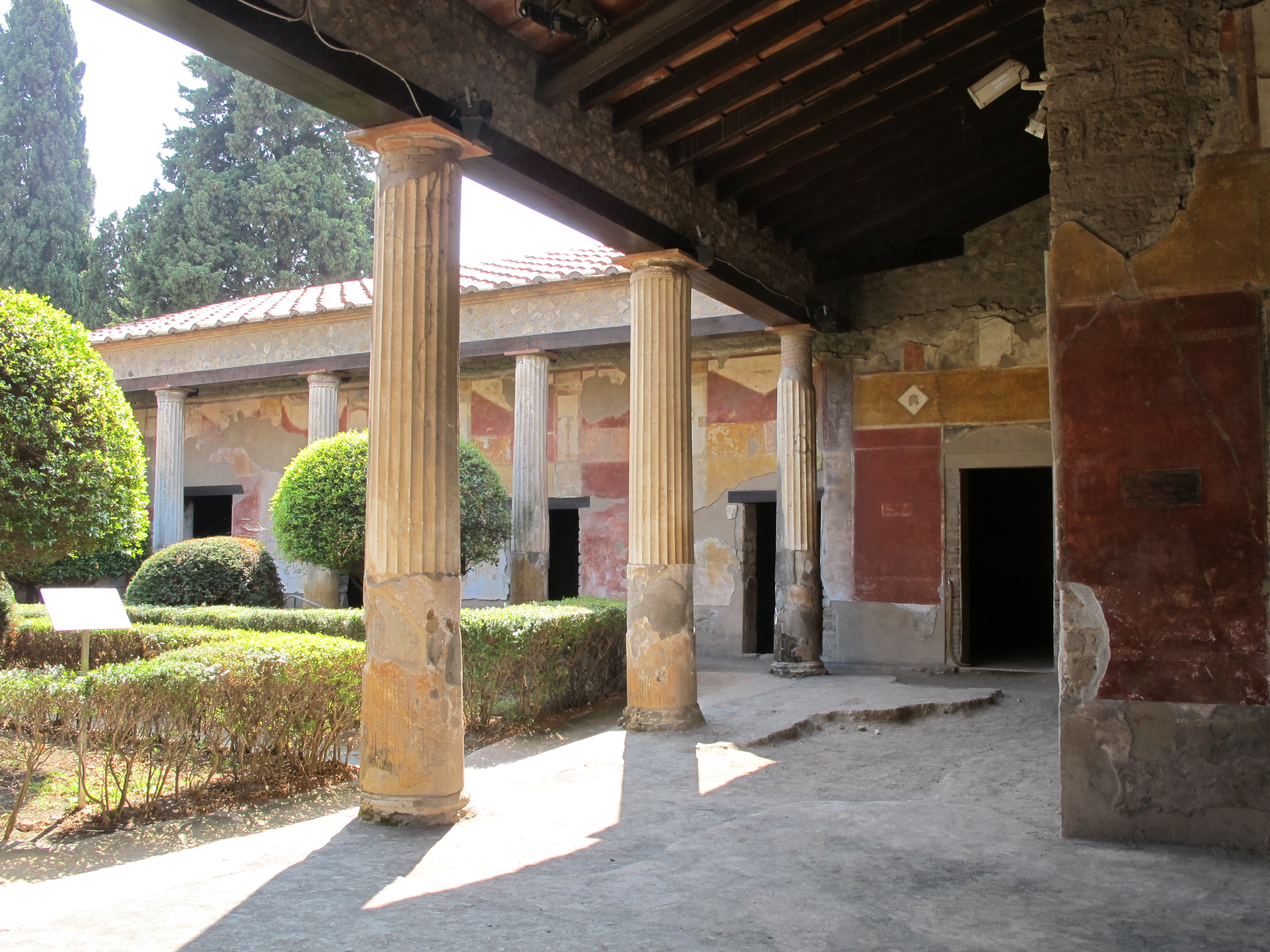
Das Peristyl
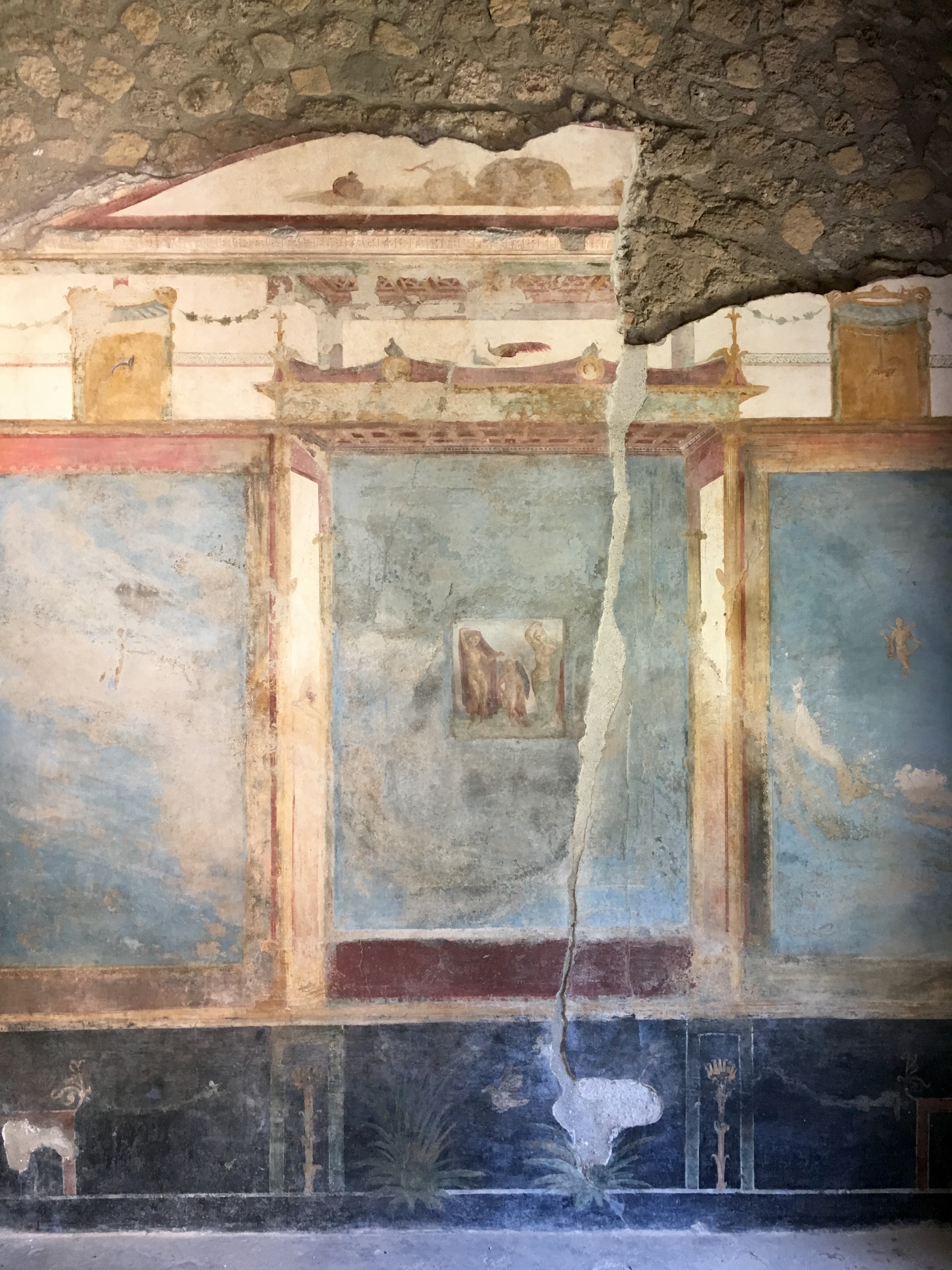
Malerei im Nebenzimmer